# آنا روزا
آنا روزا (بالبرتغالية: Ana Rosa‏) هي ممثلة برازيلية، ولدت في 18 يونيو 1942 في البرازيل.

## وصلات خارجية
- آنا روزا على موقع IMDb (الإنجليزية)
- آنا روزا على موقع قاعدة بيانات الفيلم (الإنجليزية)